# Belvedere (Valle Salimbene)
Belvedere è una frazione del comune di Valle Salimbene posta a sudovest del centro abitato, sulla riva del Ticino.

## Storia
Belvedere (CC A775), acquistata nel 1503 dai Bottigella, assorbì nel XVIII secolo i comuni di Ca' Scarpona, Moncucco e Cassina Oltrona, quest'ultima già comune nel secolo precedente. Il comune prese nome di Belvedere al Po nel 1863: il Po infatti allora scorreva nelle vicinanze, e il suo vecchio corso è ora occupato dal Ticino che qui vi confluiva. Nel 1871 il comune di Belvedere al Po fu soppresso e unito a Valle Salimbene.

## Società

### Evoluzione demografica
- 18 nel 1751
- 117 nel 1805
- 230 nel 1861[2]